# Tomas Böhm
Tomas Böhm, Thomas Axel William Böhm, född 20 april 1945 i Engelbrekts församling, Stockholm, död 30 maj 2013 i Lidingö, var en svensk psykiater, psykoanalytiker och författare. 
Böhms föräldrar flydde 1938 till Sverige från Österrike på grund av sin judiska bakgrund. 
Han var bror till skådespelaren Stefan Böhm.